# Carlos Gómez (futbolista español)
Carlos Gómez De Lamo (Algete, Madrid, España; 21 de febrero de 1994) es un futbolista español. Juega de centrocampista y su equipo actual es el AD Torrejón de la Tercera Federación.

## Trayectoria
Carlos es natural de Algete, Madrid, formado en las categorías inferiores del clubs madrileños como Rayo Vallecano, CD Leganés, AD Alcorcón y UD Sanse.
En 2016, se marcha a Estados Unidos donde forma parte del Young Harris Collegue para formar parte del equipo de los Young Harris Mountain Lions, donde permanece durante dos temporadas.
En 2017, el centrocampista es cedido al South Georgia Tormenta FC, para regresar la temporada siguiente al Young Harris Mountain Lions.
En 2019, tras terminar su periplo universitario firma por el Greenville Triumph SC, donde juega durante 2019 y 2020.
En 2021, firma por Forward Madison de la USL League One de Estados Unidos.
El 28 de enero de 2022, regresa a España y firma por el Club Deportivo Marchamalo de la Segunda División RFEF.

## Estadísticas
Actualizado al último partido disputado el 20 de octubre de 2019.
| Greenville Triumph SC Estados Unidos                                                     |               |               |    |   |   |   |   |   |   |    |    |   |
| 3.ª                                                                                      | 2019          | 27            | 7  | 2 | 0 | - | - | 2 | 0 | 31 | 7  |   |
| Total club                                                                               | Total club    | 27            | 7  | 2 | 0 | 0 | 0 | 2 | 0 | 31 | 7  |   |
| Total carrera                                                                            | Total carrera | Total carrera | 27 | 7 | 2 | 0 | 0 | 0 | 2 | 0  | 31 | 7 |
| (1) Incluye datos de la U.S. Open Cup (2) Incluye datos de los playoffs de la League One |               |               |    |   |   |   |   |   |   |    |    |   |